# Armadillidium pelagicum
Armadillidium pelagicum là một loài chân đều trong họ Armadillidiidae. Loài này được Arcangeli miêu tả khoa học năm 1957.